# Spectra Energy

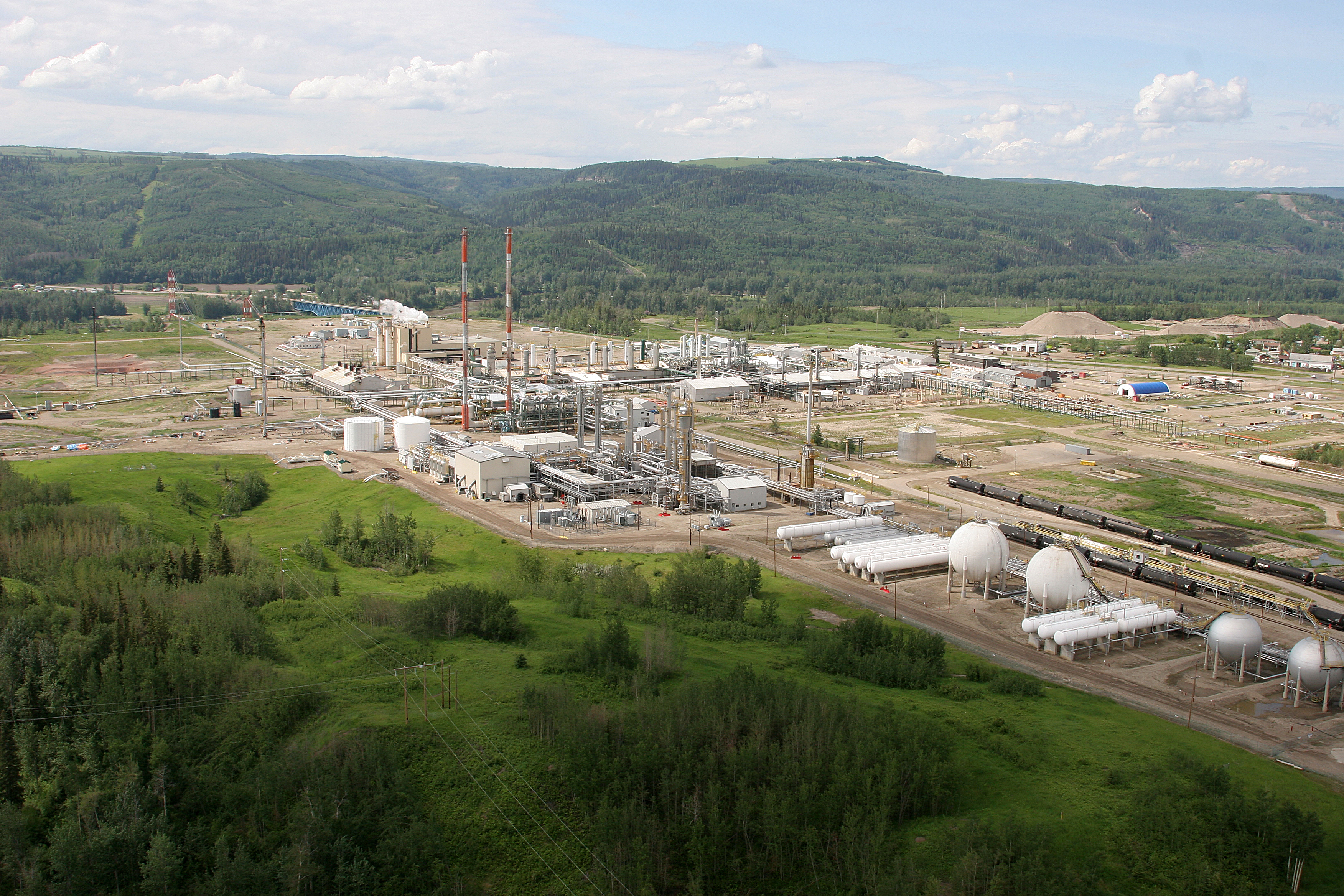
Erdgasaufbereitungsanlage von Spectra Energy im Nordosten von British Columbia

Spectra Energy war ein amerikanisches Öl- und Gasunternehmen mit Sitz in Houston. Das Unternehmen betrieb mehrere Netze von Erdöl-, Erdgas- und NGL-Pipelines. Außerdem besaß Spectra Energy einen 50%igen Anteil an DCP Midstream. Die US-amerikanischen Pipelines von Spectra Energy waren als Spectra Energy Partners (SEP) an der Börse notiert, wobei Spectra Energy 78 % der Anteile hielt.
Das Unternehmen wurde Ende 2006 von Duke Energy abgespalten. 2013 übernahm Spectra Energy das Express-Platte System für 1,5 Mrd. US-Dollar von Kinder Morgan Energy Partners und zwei kanadischen Pensionsfonds. Es wurde 1952 (Wyoming–Illinois) bzw. 1997 (Kanada–Wyoming) errichtet. 2017 ging Spectra Energy in Enbridge auf.

## Pipelines
- Erdgas
  - Pipelinenetz in den USA
    - Texas Eastern Transmission
    - Algonquin Gas Transmission
    - East Tennessee Natural Gas
    - Maritimes & Northeast Pipeline
    - Ozark Gas Transmission / Gathering
    - Big Sandy Pipeline
    - Gulfstream Natural Gas System

  - Pipelinenetz in British Columbia, Kanada[6]
- Erdöl ("Express-Platte System")
  - Hardisty (Alberta)–Casper (Wyoming): 1.265 km[7]
  - Casper (Wyoming)–Guernsey (Wyoming)–Wood River (Illinois): 1.501 km[8]
- Natural Gas Liquids
  - Empress (Alberta)–Winnipeg: 966 km[9]